# 普通コンドライト

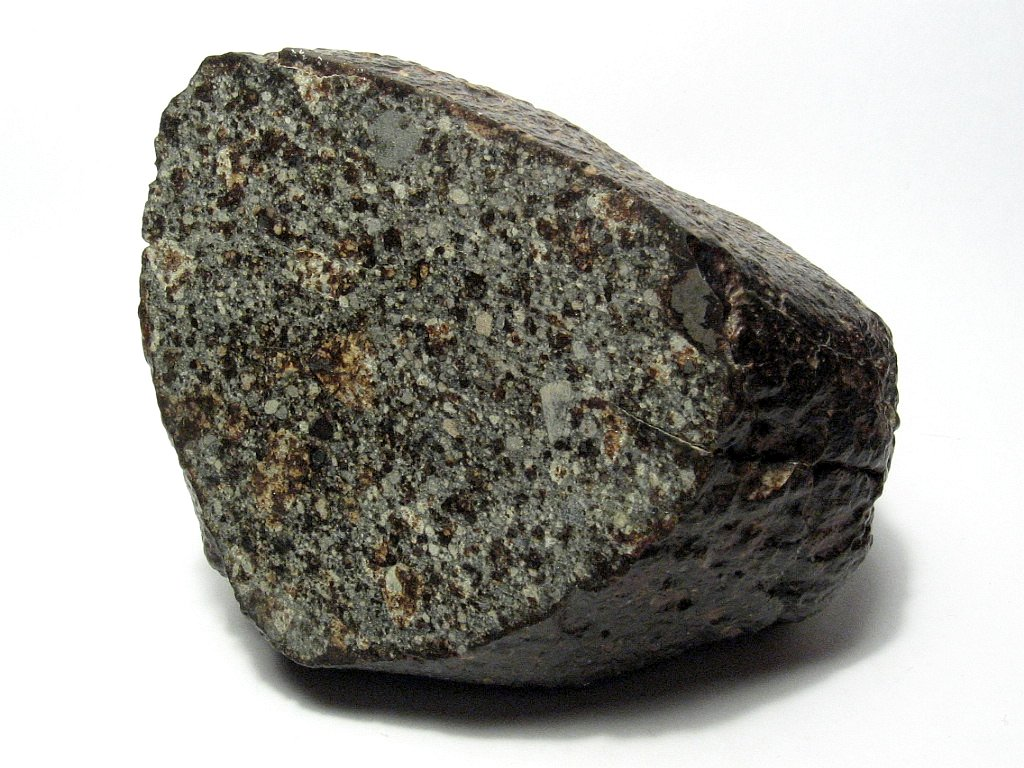
普通コンドライトNWA 869

普通コンドライト（ふつうコンドライト、Ordinary chondritesまたはO chondrites）は石質隕石、コンドライトのうちH、L、LLに分類されるものをいう。発見された隕石の約90%を占める。
隕石として最も一般的な普通コンドライトのスペクトルが、(3628)ボジュ・ニェムツォヴァーなど小惑星として珍しいO型のスペクトルを持つ小惑星に近く、小惑星の中で最も一般的なS型小惑星のスペクトルと一致しないことは謎になっていた。近年の小惑星探査で、S型小惑星を構成する岩石のスペクトルは普通コンドライトと一致し、宇宙風化作用によって小惑星の表面のスペクトルが変化したことが原因だと考えられるようになった。